# Боброк-Волинський Дмитро Михайлович

Родовий герб Коріятовичів

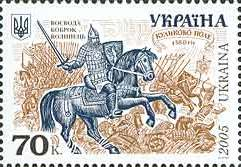
Воєвода Боброк Волинець. Куликово поле, 1380 рік, поштова марка України (2005)

Дмитро́ Миха́йлович Бобро́к-Воли́нський (Дмитро Коріятович) (2-а половина 14 століття) — князь із роду Коріятовичів (за іншою версією — родич Данила Острозького). Дмитрiй Михайлович Боброк (Син литовського князя на Волині Коріата-Михайла Гедиминовича). Був одружений з дочкою великого князя московського Івана Красного, сестрою московського князя Дмитра Донського — Анною. Засновник відомого на Русі князівського роду Волинські.

## Біографія
Родом із Волині. Один із молодших синів князя Новгорода-Литовського Коріята Гедиміновича, онук Гедиміна. Між 1353—1366 роками мав володіння на берегах річки Бібрка, залежні від Великого князя Волинського Дмитра-Любарта, васалом якого імовірно й був Дмитро Михайлович. На цих землях заклав замок Боброк, який дав початок пізнішому місту Бібрка.
1366 року ці землі перейшли у залежність від польського короля. Дмитро Корятович вимушений був шукати щастя в Сіверській землі, потім перейшов на службу до суздальсько-нижньогородського князя Дмитра Костянтиновича, а 1371 року став зятем і головним воєводою московського князя Дмитра Донського.
Перейшовши на службу до Москви, прийняв прізвисько Боброк-Волинський. Очолював московське військо в походах на Рязань 1371 і на волзьких болгар 1376. Брав участь у походах московського війська проти золотоординців 1378 року. Особливо відзначився в Куликовській битві 1380 року. Командуючи засадним полком, Боброк-Волинський і серпуховський князь Володимир Андрійович вибрали найвлучніший момент для удару по татарських полчищах, що й забезпечило московському війську перемогу в Куликовській битві.
Дальша доля князя Дмитра Боброка-Волинського невідома. Поширену версію про його нібито загибель у битві з татарами біля Ворскли 1399 року відомий генеалог Л. Войтович вважає непереконливою.

## Копійка
Святий Юрій Змієборець (геральдичний герб Коріятовичів) став гербом Московських князів і Москви, а син Дмитра Донського — князь Василь став карбувати монети із зображенням святого Юрія на коні зі списом (рос. копьё) — звідси й пішла назва «копійка».